# Carl Joseph Fast

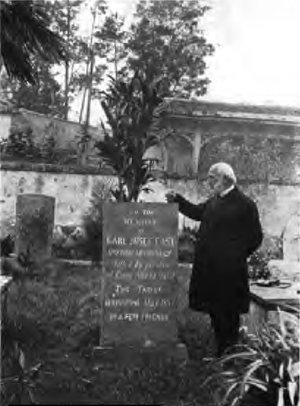
C.J. Fasts gravsten i Fuzhou, ca. 1910

Carl Joseph Fast, född 8 oktober 1822 i Fuxerna socken, död 13 november 1850 i Fuzhou, Kina, var en svensk präst och missionär.
Carl Joseph Fast var son till prosten Carl Friedrich Fast och växte upp i Fagereds socken dit familjen flyttade kort efter hans födelse. Han blev elev vid Göteborgs storskola 1833 och vid Göteborgs gymnasium 1838, varpå han 1842 blev student vid Lunds universitet. Samma år inträffade hans väckelse i samband med ett insjuknande i nervfeber vilket ledde till att han valde att bli präst. Efter att från 1846 börjat åhöra Peter Fjellstedts predikningar började Fast att intressera sig för att verka som missionär. Han blev elev vid Lunds missionsinstitut 1847-1848 och efter prästvigning kom han att verka som missionär i Kina 1849-1850 som den förste svenske missionären. Han sårades dödligt då han på en färd längs Minfloden överfölls av rövare.